# Llei Olimpia
La Llei Olimpia és la denominació que adquireix un conjunt de reformes legislatives encaminades a reconèixer la violència digital i sancionar els delictes que violin la intimitat sexual de les persones a través de mitjans digitals, també coneguda com a ciberviolència o violència digital. Les reformes legislatives adquireixen aquesta denominació perquè va ser impulsada per l'activista Olimpia Coral Melo.

## Característiques
Les següents són conductes que atempten contra la intimitat sexual segons aquesta llei:
- Vídeo gravar, àudio gravar, fotografiar o elaborar vídeos reals o simulats de contingut sexual íntim, d'una persona sense el seu consentiment o mitjançant engany.
- Exposar, distribuir, difondre, exhibir, reproduir, transmetre, comercialitzar, oferir, intercanviar i compartir imatges, àudios o vídeos de contingut sexual íntim d'una persona, sabent que no existeix consentiment, mitjançant materials impresos, correu electrònic, missatges telefònics, xarxes socials o qualsevol mitjà tecnològic.

Per part seva, s'entén com a violència digital aquelles accions en les quals s'exposin, difonguin o reprodueixin imatges, àudios o vídeos de contingut sexual íntim d'una persona sense el seu consentiment, a través de mitjans tecnològics i que per la seva naturalesa atempten contra la integritat, la dignitat i la vida privada de les dones i homes causant mal psicològic, econòmic o sexual tant en l'àmbit privat com en el públic, a més de mal moral, tant a ells com a les seves famílies.

## Antecedents
Sorgeix arran de la difusió d'un vídeo de contingut sexual no autoritzat d'Olimpia Coral Melo en l'estat de Puebla; derivat d'això es va impulsar una iniciativa per a reformar el Codi Penal d'aquesta entitat i tipificar tals conductes com a violació a la intimitat; acció que s'ha replicat en 29 entitats federatives.
És així com es va legislar per primera vegada aquest conjunt de reformes per a reconèixer, prevenir i castigar la violència digital per compartir, difondre contingut íntim sense consentiment generant violència sexual en internet i sancionar als qui incorrin en aquests delictes que violin la intimitat sexual de les persones a través de mitjans digitals, també coneguda com a ciberviolència.
La Llei Olimpia ha estat impulsada per dones feministes, i per a novembre de 2021 és una realitat jurídica en 29 estats de la República.

## Estats que han tipificat la conducta
| Entitat Federativa   | Regulació | Sanció | Data de publicació             |
| -------------------- | --- | --- | ------------------------------ |
| Aguascalientes       | Codi Penal per a l'estat de Aguascalientes Article 181 b                                                                           | 1 a 4 anys de presó 300 a 600 dies multa, així com al pagament total de la reparació dels danys i perjudicis ocasionats | 28 de novembre de 2019         |
| Baixa Califòrnia     | Codi Penal per a l'estat de Baixa Califòrnia Article 175 sexties                                                                   | 1 a 6 anys de presó Multa de 500 a 1500 vegades la unitat de mesura i actualització | Aprovada (pendent de publicar) |
| Baixa Califòrnia Sud | Codi Penal per a l'estat lliure i sobirà de Baixa Califòrnia Sud Article 183 Quáter                                                | 3 a 6 anys de presó Multa de 1000 a 2000 dies multa al moment que es cometi el delicte | 20 de juny de 2019             |
| Chiapas              | Codi Penal per a l'estat de Chiapas Article 343 Bis                                                                                | 3 a 5 anys de presó 100 a 200 dies multa | 5 de març de 2019              |
| Ciutat de Mèxic      | Codi penal per al Districte Federal Articles 181 Quintus, 209 i 236                                                                | 4 a 6 anys de presó Multa de 500 a 1000 unitats de mesura i actualització | 22 de gener del 2020           |
| Coahuila             | Codi Penal de Coahuila de Saragossa Article 236, fracció III                                                                       | 3 a 6 anys de presó Multa de 1000 a 2000 unitats de mesura i actualització | 12 de juliol de 2019           |
| Durango              | Codi Penal per a l'estat lliure i sobirà de Durango Article 182 ter                                                                | 4 a 8 anys de presó Multa de 288 a 566 unitats de mesura i actualització | 29 de desembre de 2019         |
| Guanajuato           | Codi Penal de l'Estat de Guanajuato Article 187-e                                                                                  | 2 a 4 anys de presó 20 a 40 dies multa | 19 de juny de 2019             |
| Guerrero             | Codi Penal per a l'estat lliure i sobirà de Guerrero Article 187                                                                   | 3 a 6 anys de presó Multa de 200 fins a 1000 vegades el valor diari de la Unitat de Mesura i Actualització | 8 de novembre de 2019          |
| Estat de Mèxic       | Codi Penal de l'Estat de Mèxic Articles 211 Ter i 211 Quater                                                                       | 1 a 5 anys i de 3 a 7 anys de presó Multa de 200 a 500 i de 200 a 400 unitats de mesura i actualització | 5 de setembre de 2019          |
| Jalisco              | Codi Penal de l'Estat de Jalisco Article 176 Bis 1 i 176 Bis 2                                                                     | 1 a 8 anys de presó Multa de 1000 a 2000 unitats de mesura i actualització | 19 de setembre de 2020         |
| Michoacán            | Codi Penal per a l'estat de Michoacán de Ocampo Articles 195 i 195 bis                                                             | 4 a 8 anys de presó Multa de 1000 a 2000 vegades el valor diari de la Unitat de Mesura i Actualització i des de 1000 fins a 2000 vegades el valor diari de la Unitat de Mesura i Actualització per concepte de reparació del mal | 13 de gener de 2020            |
| Nuevo León           | Codi Penal per a l'estat de nou León Article 271 bis 5                                                                             | 6 mesos a 4 anys de presó Multa de 800 a 200 quotes | 19 de desembre de 2018         |
| Oaxaca               | Codi Penal per a l'estat lliure i sobirà d'Oaxaca Article 249                                                                      | 4 a 8 anys de presó Multa de 1000 a 2000 vegades el valor diari de la unitat de mesura i actualització vigent al moment que es cometi el delicte                                                                                 | 24 d'agost de 2019             |
| Puebla               | Codi Penal de l'estat lliure i sobirà de Pobla Article 225                                                                         | 3 a 6 anys de presó Multa de 1000 a 2000 vegades la unitat de mesura i actualització al moment que es cometi el delicte | 10 de desembre de 2018         |
| Querétaro            | Codi Penal per a l'estat de Querétaro Articles 167 Quáter i 167 Quinquies                                                          | 3 a 6 anys de presó 1000 a 2000 vegades el valor diari de la UMA, i des de 1000 fins a 2000 vegades el valor diari de la UMA per concepte de reparació del mal                                                                   | 12 de juliol de 2019           |
| Veracruz             | Codi Penal per a l'estat lliure i sobirà de Veracruz d'Ignacio de la Clau Articles 190 Quindecies, 190 Sexdecies i 190 Septendecim | 4 a 8 anys de presó Multa de 1000 fins a 2000 Unitats de Mesura i Actualització, al moment que es cometi el delicte | 4 de juny de 2019              |
| Yucatán              | Codi Penal de l'estat de Yucatán Article 243 bis 3 i 243 bis 4                                                                     | 1 any a 5 anys i de 6 mesos a 4 anys de presó Multa de 100 a 400 i de 200 a 500 unitats de mesura i actualització | 22 de juny de 2018             |
| Zacatecas            | Codi Penal per a l'estat de Zacatecas Article 232 Ter                                                                              | 4 a 8 anys de presó Multa de 100 a 200 vegades el valor diari de la Unitat de Mesura i Actualització | 31 d'agost de 2019             |

## Nivell nacional
El 29 d'abril de 2021 la Cambra de Diputats va aprovar les reformes al Codi Penal i la Llei General d'Accés de les Dones a una Vida Lliure de Violència per a portar la Llei Olimpia en l'àmbit Nacional amb una votació de 446 a favor i 1 en contra per a incloure una condemna de tres a sis anys i cinc-cents a mil UMA (Unidades de Medida y Actualización).